# John William Scott Macfie
John William Scott Macfie est un parasitologiste britannique, né pas loin de Liverpool le 16 septembre 1879 et mort le 11 octobre 1948.

## Biographie
Il obtient son Bachelor of Arts à Cambridge, son Bachelor of Medicine et son Doctorat of Sciences à Édimbourg. Macfie travaille en Afrique de l’Ouest de 1910 à 1923. Il dirige l’institut de recherche médicale à Lagos en 1913, puis celui d’Accra de 1914 à 1923. Il travaille, à partir de 1927, à la London School of Hygiene and Tropical Medicine. Il travaille, de 1935 à 1936 en Éthiopie. Durant la Première Guerre mondiale, il travaille à l’hôpital Saint-Pancas.

## Liste partielle des publications
- 1936 : An Ethiopian Diary. A record of the British Ambulance Service in Ethiopia (University Press of Liverpool: Liverpool).

## Source
- Allen G. Debus (dir.) (1968). World Who’s Who in Science. A Biographical Dictionary of Notable Scientists from Antiquity to the Present. Marquis-Who’s Who (Chicago) : xvi + 1855 p.